# Istituto Nazionale della Previdenza Sociale
Das Istituto Nazionale della Previdenza Sociale (INPS) (dt. Nationalinstitut für Soziale Fürsorge – NISF) ist der wichtigste Sozialversicherungsträger in Italien.

## Aufgaben und Organisation
Nur für wenige besondere Berufsgruppen, für Teile des Öffentlichen Dienstes und für Opfer von Berufsunfällen gibt es in Italien eigene Sozialversicherungen. Beim INPS müssen alle Arbeitnehmer der Privatwirtschaft und ein Großteil der Selbständigen versichert sein. Aus den abgeführten Gesamtsozialversicherungsbeiträgen werden Rentenzahlungen verschiedener Art, Arbeitslosengeld und Krankengeld ausgezahlt, dazu kommen verschiedene Leistungen zur Grundsicherung.
Arbeitnehmer müssen von ihrem Arbeitgeber beim INPS angemeldet werden und wer sich selbständig macht, muss sich spätestens 30 Tage nach Aufnahme der Geschäftstätigkeit bei einer INPS-Zweigstelle melden. Das INPS arbeitet bei der Bekämpfung der Schwarzarbeit, der Steuerhinterziehung und des Sozialleistungsbetrugs eng mit den Finanzbehörden Agenzia delle Entrate und Guardia di Finanza zusammen.
Das INPS hat seinen Hauptsitz in Rom. Regionale Direktionen gibt es in allen 20 italienischen Regionen, diesen unterstehen die Niederlassungen in den Provinzen mit ihren Zweigstellen.

## Geschichte

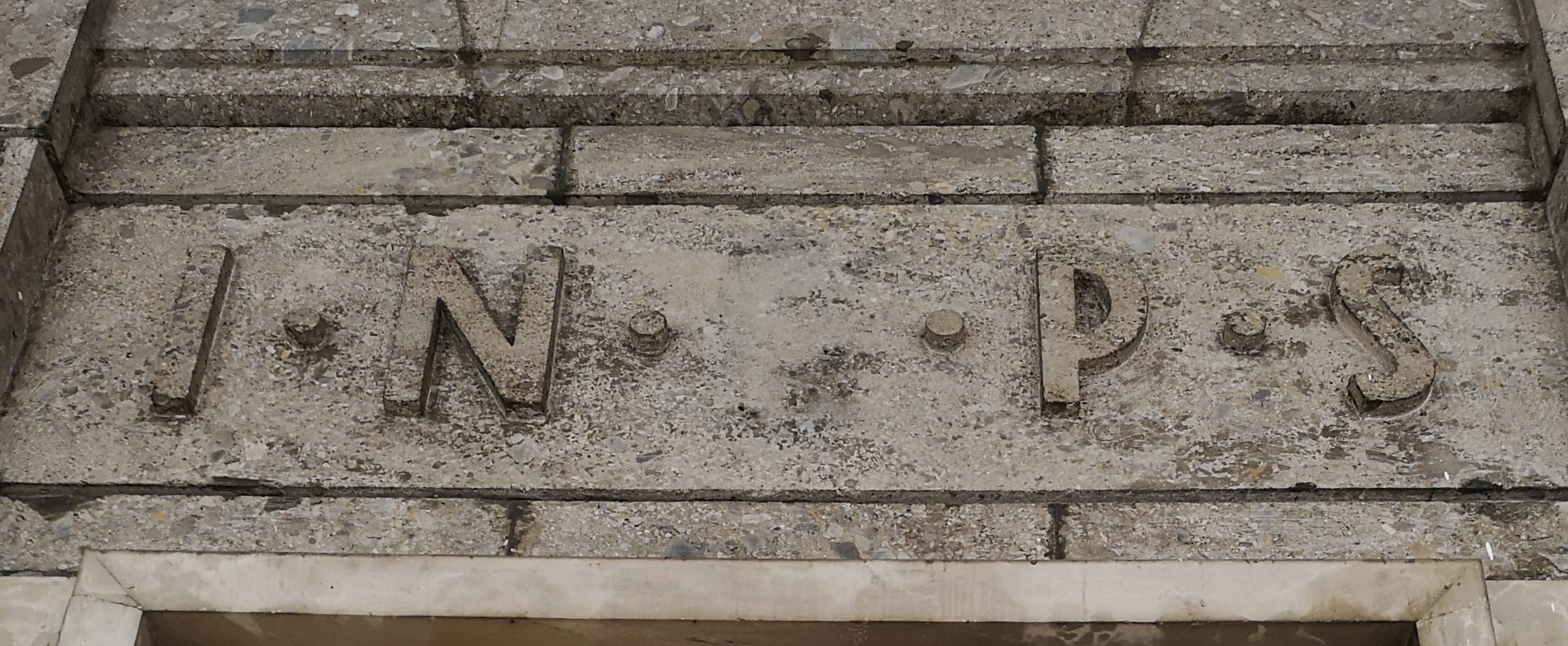
Aufschrift über dem Portal des 1938 errichteten INPS-Gebäudes in Bozen, mit dem nach 1945 entfernten, aber noch im Abdruck sichtbaren faschistischen „F“ in der Mitte

Im Jahr 1898 wurde die Cassa Nazionale per le Assicurazioni Sociali (CNAS), dt.  Nationale Sozialversicherungskasse gegründet. Damals konnten sich nur Arbeiter freiwillig gegen Berufsunfähigkeit und Alter versichern, wobei auch Arbeitgeber und Staat einen Beitrag leisteten. Beide Versicherungen wurden 1919 Pflichtversicherungen. 1933 wurde der Name in Istituto Nazionale Fascista per la Previdenza Sociale geändert und die Sozialversicherungen schrittweise ausgebaut. 1943 entfiel die Bezeichnung “Fascista”, den Ausbau des Instituts führte man jedoch in den Jahrzehnten danach fort. In den 1990er Jahren kam es zu tiefgreifenden organisatorischen Reformen, wobei etliche kleinere und spezialisierte Sozialversicherungsträger vom INPS übernommen wurden. Darüber hinaus wurden relativ großzügige Altersversorgungs- und Sozialleistungen schrittweise reduziert. Auf Grund der demographischen und wirtschaftlichen Entwicklung Italiens führt das Umlageverfahren in der Sozialversicherung zu Defiziten, die durch Zuschüsse aus Steuermitteln ausgeglichen werden müssen.

## Bilder

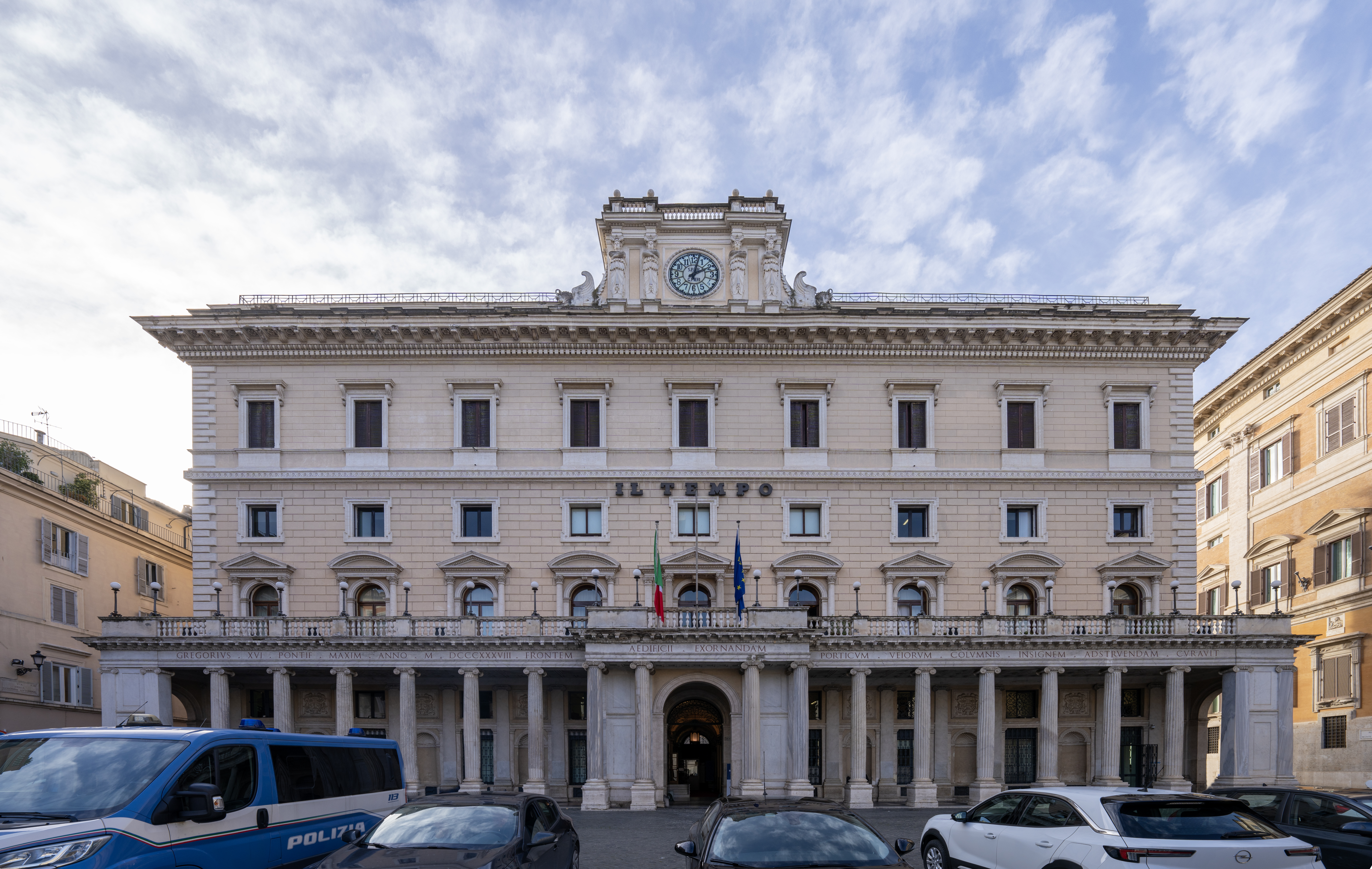
Palazzo Wedekind in Rom, Sitz der INPS-Leitung
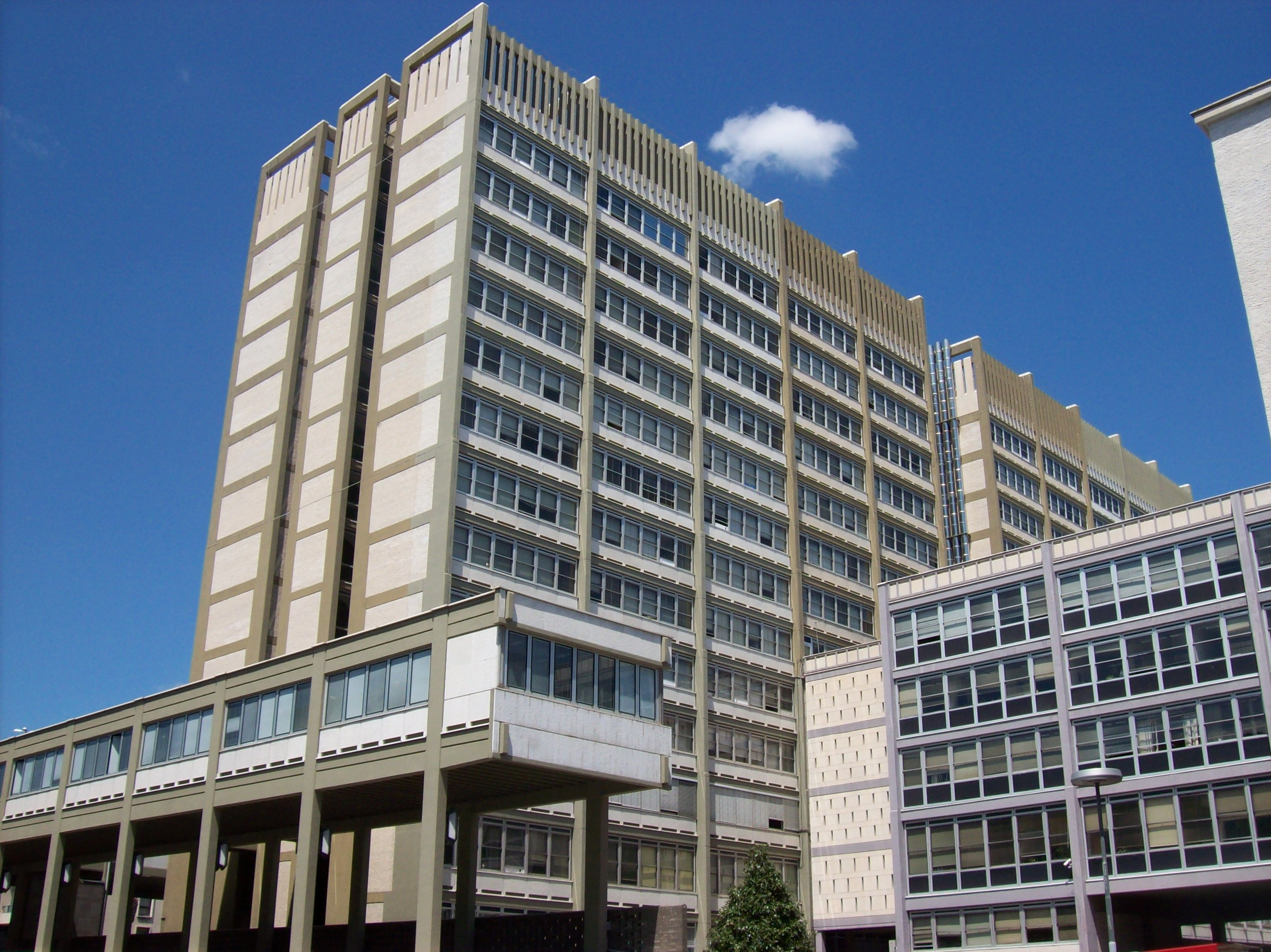
INPS-Verwaltungssitz im römischen Stadtteil EUR
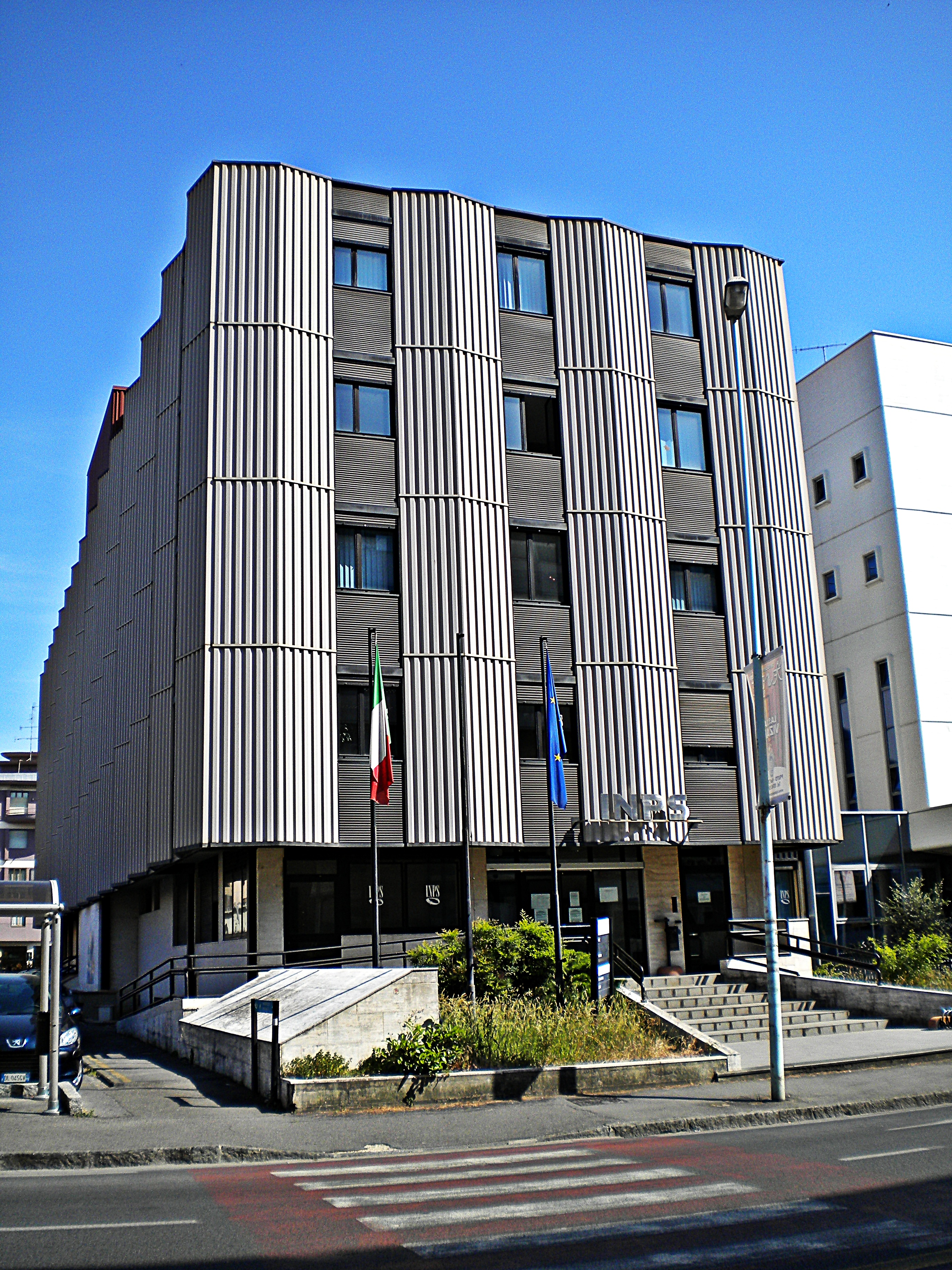
INPS-Zweigstelle in Prato